# アンヌ・ド・モンモランシー

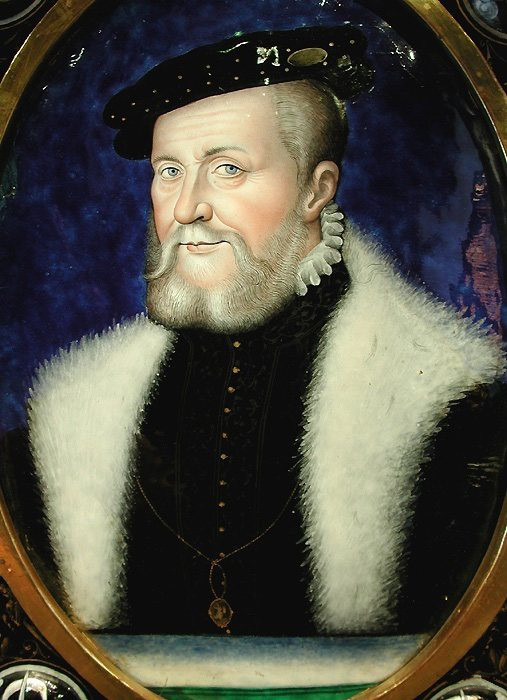
アンヌ・ド・モンモランシー

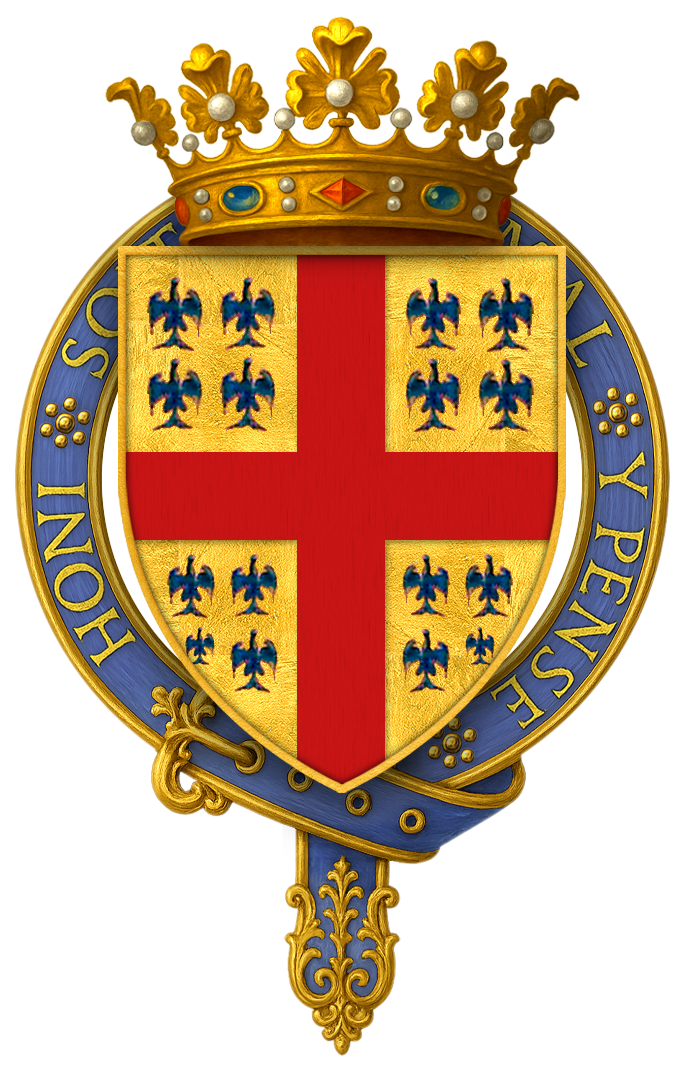
アンヌ・ド・モンモランシーの紋章

アンヌ・ド・モンモランシー（Anne de Montmorency, 1493年3月15日 - 1567年11月12日）は、ヴァロワ朝時代のフランスの軍人。数々の軍功を挙げた。初代モンモランシー公（在位：1551年 - 1567年）。「アンヌ」はフランスではありふれた女性名であるが、この人物は男性である。フランス元帥およびフランス軍総司令官となり、5人のフランス国王に仕えた。妹にルイーズ・ド・モンモランシーがいる。

## 生涯
ギヨーム・ド・モンモランシーとアンヌ・ポの息子として1492年にシャンティイで生まれた。代母アンヌ・ド・ブルターニュにちなんで名づけられた。ラヴェンナの戦い（1512年）、マリニャーノの戦い（1515年）、メジエールの戦い（1521年）などで軍功を挙げ、フランス元帥に叙せられた。1525年のパヴィアの戦いで捕虜となったが身代金と引き換えに解放され、フランス国王フランソワ1世と神聖ローマ皇帝カール5世の緒戦を終結させたマドリード条約締結（1526年）の際には交渉に当たった。
フランソワ1世の母ルイーズ・ド・サヴォワの一族であるサヴォイア家のマドレーヌ・ド・サヴォワと結婚した時には、フランソワ1世からフェール＝アン＝タルドノワ城を下賜されている。
1536年にはカール5世の侵攻からプロヴァンスを守り、その功で翌年宮内大臣の地位についた。しかし、1541年に国王の寵妃エタンプ夫人と対立したことから国王の信任を失った。とはいえ、その後もアンリ2世、フランソワ2世、シャルル9世らに仕え、アンリ2世亡き後には未亡人カトリーヌ・ド・メディシスの腹心の1人として不安定な王権を支えた。
ユグノー戦争で国王側の司令官として活動、1563年のアンボワーズの和議の調印にも貢献したが、1567年のサン＝ドニの戦いで致命傷を負い死去。長男のフランソワが後を継いだ。モンモランシー公位は孫のアンリ2世が処刑されたことで消滅したが、アンリ2世の姉でコンデ公アンリ2世に嫁いだシャルロット＝マルグリットが受け継いで存続した。ブルボン朝で軍人として活躍するコンデ公ルイ2世、テュレンヌは曾孫に当たり、リュクサンブール公フランソワ・アンリ・ド・モンモランシーは同族に当たる。

## 子女
マドレーヌ・ド・サヴォワとの結婚により12子をもうけた。
- フランソワ（1530年 - 1579年） - モンモランシー公[2]、国王アンリ2世の庶子ディアーヌと結婚
- アンリ1世（1534年 - 1614年） - モンモランシー公[2]、シャルロット＝マルグリット・ド・モンモランシーとモンモランシー公アンリ2世（リシュリューに対する謀殺容疑で処刑された）の父。シャルロット＝マルグリットの子コンデ公ルイ2世の祖父。
- シャルル（1537年 - 1612年） - フランス提督[2]
- ガブリエル（1541年 - 1562年） - ドルーの戦いで戦死[9]
- ギヨーム（1547年 - 1593年）[2]
- アリエノール（1557年没） - 1545年にフランソワ3世・ド・ラ・トゥール・ドーヴェルニュ（1557年にサン＝カンタンの戦いで戦死）と結婚[10]、フランス大元帥テュレンヌの祖母。
- ジャンヌ（1528年 - 1596年） - 1549年にトゥアール公ルイ3世・ド・ラ・トレモイユと結婚
- カトリーヌ（1532年 - 1624年） - 1553年にヴァンタドゥール公ジルベール3世・ド・レヴィと結婚
- マリー - 1567年にカンダル伯アンリ・ド・フォワと結婚
- アンヌ（1588年没） - カーンのサント＝トリニテ女子修道院長
- ルイーズ - ジェルシー女子修道院長
- マドレーヌ（1598年没） - カーンのサント＝トリニテ女子修道院長